# Janusz Tyszkiewicz Skumin
Janusz Skumin Tyszkiewicz (ur. w 1572, zm. 27 maja 1642) – wojewoda wileński w latach 1640–1642, wojewoda trocki w latach 1626–1640, wojewoda mścisławski w 1621 roku, wójt grodzieński w 1620 roku, pisarz wielki litewski w 1607 roku, starosta brasławski w latach 1588–1626, starosta jurborski i nowowolski.
Był synem Teodora Tyszkiewicza i Katarzyny Lackiej. Ok. 1595 ożenił się z Barbarą Naruszewiczówną, córką Stanisława Naruszewicza, i miał z nią jedną córkę Katarzynę Eugenię.
Poseł powiatu brasławskiego na sejm zwyczajny 1613 roku. Poseł na sejm nadzwyczajny 1613 roku z województwa bracławskiego. Był elektorem Władysława IV Wazy z województwa trockiego w 1632 roku. W 1637 roku został wyznaczony senatorem rezydentem.
Był unitą.